# Afromelanichneumon ruficaudis
Afromelanichneumon ruficaudis là một loài tò vò trong họ Ichneumonidae.